# Auxis thazard brachydorax
Auxis thazard brachydorax és una espècie de peix de la família dels escòmbrids i de l'ordre dels perciformes. Els mascles poden assolir els 40 cm de longitud total. Es troba al Pacífic oriental central.